# 摄政王广场站
摄政王广场站（德語：U-Bahnhof Prinzregentenplatz）是一座慕尼黑地铁4号线位于博根豪森的一座车站，位于摄政王广场。